# Joe Galea
Joe Galea (9 febbraio 1965) è un ex calciatore maltese, di ruolo difensore.

## Carriera

### Nazionale
Ha collezionato sessantuno presenze con la propria Nazionale.